# Кордер, Говард
Говард Кордер (англ. Howard Korder) — американский сценарист и драматург. Он является автором пьесы 1988 года о переходном возрасте «Жизнь мальчика», которая заработала ему номинацию на Пулитцеровскую премию «За лучшую драму». Его пьеса «Найти и ликвидировать» была адаптирована в фильм 1995 года. Среди его сценариев, которые он написал, есть «Тайная страсть Айн Рэнд» и «Добро пожаловать в Лэйквью». Он также является одним из сценаристов сериала «Подпольная империя».